# Hieronym Veit
Hieronym Veit OFM (? – 1716), česky Jeroným Veit nebo Jarolím Veit, v zahraničních pramenech zvaný Jeroným z Moravy (latinsky Hieronymus de Moravia, italsky Girolamo da Moravia) byl německý františkán z Moravy, kazatel a apoštolský misionář v Egyptě. Se svým spolubratrem Janem Evangelistou Zuckmantelem (Zuckmandelem) (před 1670–1736) byli zřejmě prvními českými františkány působícími na konci 17. století v Egyptě, ještě dříve, než tam byla zřízena samostatné vedení misií – prefektura.

## Život
Poprvé jej však potkáváme činného ještě na Moravě a to jako kvardiána olomouckého františkánského kláštera u sv. Bernardina v letech 1688 až 1689. Následně odchází na misii do Egypta, jenž byly z velké části pod kontrolou františkánů. Pro spory ohledně řízení egyptské misie mezi observantskou a reformátskou větví františkánského řádu, kdy Kongregace pro šíření víry předala misii observantům a reformáti z Egypta odešli, nicméně odchází také Hieronym patřící k větvi reformátů. Jeho odchod z Egypta povolila zmíněná římská Kongregace na své schůzi 6. října 1693.
Veitovy cesty v období po opuštění z Egypta zůstávají zahaleny. S jistotou jej potkáváme až v roce 1698, kde byl do následujícího roku opět olomouckým kvardiánem. Po roční přestávce, kdy jej ve vedení kláštera vystřídal jmenovec Paulin Veit († 1728), pokračoval jako olomoucký kvardián opět v letech 1700–1702. V roce 1702 se bratr Hieronym rozhodl, že při olomouckém františkánském klášteře vybuduje kopii lateránských římských svatých schodů, populárního prostředku barokní zbožnosti, jehož prostřednictvím bylo možno za splnění stanovených podmínek získávat odpustky. Tento záměr, jímž snad chtěl Hieronym podpořit úctu k umučení Krista a rozšířit místní kult praktikovaný v klášterní kapli Svatého hrobu, vzbudil rozhořčení ostatních mendikantů, jež se obávali, že nová svatyně přitáhne pozornost lidu a oni přijdou o finanční dary (almužny). Kaple proto byla dokončena a vysvěcena po vleklých sporech až roku 1726.
Dalším místem pobytu bratra Hieronyma byl klášter v Moravské Třebové. V tomto období se stal zřejme tvůrcem ideového plánu Poutního areálu Hory Kalvárie v Jaroměřicích u Jevíčka. Odtud později odešel do konventu v Kroměříži, kde strávil také poslední léta svého života. Od roku 1708 do roku 1710 zde vykonával úřad kvardiána, v letech 1714-1715 působil jako kazatel. V Kroměříži františkán a misionář Jeroným Veit také 31. července 1716 zemřel a byl pohřben do společné krypty bratří.

## Dílo
Františkán Hieronym Veit byl autorem překladu a výkladu Řehole Třetího (dnes Sekulárního) řádu svatého Františka. Knihu, která stejně jako ostatní Jeronýmovy skutky naznačuje jeho životní orientaci zaměřenou ostatní lidi mimo prostředí kláštera či soudobého vnímání církve, napsal zřejmě během zmíněného olomouckého pobytu.  Dílo napsal v němčině a v tomto jazyce také nejprve vyšlo roku 1701 pod názvem Regel oder Weiss dess Lebens, Der Brüder und Schwestern dess dritten Ordens S. Francisci. Tiskařem příručky pro ve světě žijící osoby v duchu Františka z Assisi byl v Olomouci Jan Josef Kylián. Snad z prostředí světského Třetího řádu, kde základní dokument řádu i spirituální rady v rodném jazyce jistě přišly vhod, vznikl požadavek také po české verzi knihy, obzvláště když podobná tištěná kniha v českém jazyce dosud neexistovala. Hieronym Veit proto přeložil své dílo do češtiny. Vytištěno pak bylo jako Regule aneb způsob života bratrů a sester třetího řádu sv. Otce Františka. České texty základních dokumentů světského františkánského řádu jeho členové dosud evidentně postrádali, snáze dostupná němčina nemusela být všem měšťanům srozumitelná. Titul tištěný v češtině v praktickém kapesním formátu se záhy dočkal dalších vydání. V českých zemích všechna známá vydání spatřila světlo světa v pražský tiskařských dílnách, a to u Anny Voršily (Uršuly) Hamplové v roce 1708, v roce 1731 a u Jana Karla Hraby 1750 a snad také o století později roku 1851. Česká verze však vyšla také v slovenské Trnavě v tamější jezuitské akademické tiskárně roku 1744.
Opakovaně vyšla také německá verze knihy. Vytiskli ji v Praze Jan Karel Hraba v roce 1710 a hned o rok později v Olomouci Ignác Rosenburg. Veitova schopnost podpory laického františkánské Třetího řádu, ať již přímo nebo skrze tuto praktickou pomůcku je doložena skrze Olomouckou řádovou komunitu, které během jeho působení dosáhla největšího rozmachu.
Františkán Veit se jako olomoucký představený podílel také na připisování aktuálních zpráv do místní klášterní kroniky. Místo třetí osoby užívané jeho předchůdci (např. „otec kvardián nechal postavit“) užíval o svých činech první osobu. Jeho zápisy v kronice bývají neobyčejně bohaté a pestré a nevyhnul se třeba ani kritice císaře Leopolda I. ohledně nové daně z masa pro sedláky, jíž omezil tradiční milodary pro klášter. Často se v jeho zápisech událostí objevuje důraz a víra v nadpřirozeno, jako zjevení františkánů ve snu dobrodince, hudba a zapálené svíce na oltářích, varhany hrající samy bez hudebníka.